# Labrisomus gobio
Labrisomus gobio — gatunek ryby okoniokształtnej z rodziny Labrisomidae. Został opisany po raz pierwszy przez Achille Valenciennesa w 1836 roku.

## Występowanie
Zamieszkuje subtropikalne rafy koralowe zachodniego Atlantyku (do głębokości 15m). Występuje głównie w okolicach południowo-wschodniej Florydy, Bahamów, Jukatanu, Małych i Wielkich Antyli, północnych brzegów Ameryki Południowej.
Osiąga do 6,5 cm długości ciała.